# Deli Yürek
Deli Yürek é uma telenovela turca, produzida pela Sinegraf e exibida pela Show TV e ATV de 5 de outubro de 1998 a 24 de junho de 2002, em 113 episódios, com direção de Osman Sınav. Foi o primeiro drama turco a ser exportado para outros países, entre eles, a Bulgária e o Cazaquistão.
Conta com as participações de Kenan İmirzalıoğlu, Zeynep Tokuş, Melda Bekcan, Demir Karahan, Kürşat Alnıaçık, Ali Sürmeli e Selçuk Yöntem.

## Elenco
| Ator/Atriz         | Personagem               |
| ------------------ | ------------------------ |
| Kenan İmirzalıoğlu | Yusuf Miroğlu            |
| Oylum Öktem        | Feraye                   |
| Zeynep Tokuş       | Zeynep                   |
| Melda Bekcan       | Zeynep                   |
| Demir Karahan      | Ağabey                   |
| Kürşat Alnıaçık    | Savaş Doğan              |
| Ali Sürmeli        | Turgay Atacan            |
| Ebru Cündübeyoğlu  | Ayşegül                  |
| Mehtap Bayri       | Nazlı                    |
| Atilla Karagöz     | Ali                      |
| Elif İnci          | Gülçin                   |
| Andaç Haznedaroğlu | Gökçe                    |
| Emin Gürsoy        | Kuşçu                    |
| Nüvit Özdoğru      | Osman Usta               |
| Ahmet Yenilmez     | Sabri                    |
| Yılmaz Tüzün       | Yılmaz                   |
| Suat Ülhan         | Salih Usta               |
| Eray Demirkol      | İsa                      |
| Açelya Elmas       | Gonca                    |
| İdil Fırat         | Billur                   |
| Mehmet Ali Tuncer  | Arif Şahin               |
| Mesut Akusta       | Burhan                   |
| Nejmi Aykar        | Dayı                     |
| Tuğçe Ünlütürk     | Ayşe                     |
| Mustafa Başbuğ     | Selim                    |
| İsmail İncekara    | Behram Kartal            |
| Bulut Aras         | Kara Hamit               |
| Ceylan Ede         | Kesik Recep              |
| Nüvit Candaner     | Gürkan Uluhan            |
| Nurşah Okay        | Aslı                     |
| Süheyla Zeren      | Hacer Miroğlu            |
| Bilal İnci         | Fahri Baba               |
| Nejat İşler        | Oktay                    |
| Onur Ünlü          | Umur                     |
| Ercan Süt          | Metin                    |
| Nermin Tuncer      | Şükriye                  |
| Recep Yener        | Zaim                     |
| Latif Akgedik      | Hakkı                    |
| Mutlu Güney        | Özcan                    |
| Kaya Gürel         | Ekrem Hoca               |
| Tevfik Polat       | Erdal                    |
| Gürkan Uygun       | Cihan                    |
| Emin Olcay         | Yakup Efe                |
| Selçuk Yöntem      | Bozo                     |
| Cihat Şener        | Milletvekili Orhan Yavuz |
| Ahmet Sınav        | Jack                     |